# Undercover
Undercover – siedemnasty w Wielkiej Brytanii i dziewiętnasty w Stanach Zjednoczonych album grupy The Rolling Stones.

## Lista utworów
1. "Undercover of the Night" – 4:32
2. "She Was Hot" – 4:41
3. "Tie You Up (The Pain of Love)" – 4:16
4. "Wanna Hold You" – 3:52
5. "Feel on Baby" – 5:07
6. "Too Much Blood" – 6:14
7. "Pretty Beat Up" (Mick Jagger/Keith Richards/Ron Wood) – 4:04
8. "Too Tough" – 3:52
9. "All the Way Down" – 3:14
10. "It Must Be Hell" – 5:04

## Muzycy
- Mick Jagger – wokal, wokal towarzyszący, elektryczna gitara, harmonijka
- Keith Richards – elektryczna gitara, wokal towarzyszący, wokal, gitara basowa
- Charlie Watts – perkusja
- Ron Wood – elektryczna gitara, wokal towarzyszący, gitara basowa, gitara slide
- Bill Wyman – gitara basowa, perkusja, pianino
- Jim Barber – elektryczna gitara
- Moustapha Cisse – perkusja
- Brahms Coundoul – perkusja
- Martin Ditcham – perkusja
- Sly Dunbar – perkusja
- Chuck Leavell – keyboard, organy, pianino
- David Sanborn – saksofon
- Robbie Shakespeare – gitara basowa
- Ian Stewart – pianino, perkusja

## Listy przebojów
Album
| Rok       | Lista                               | Pozycja |
| --------- | ----------------------------------- | ------- |
| 1983 1984 | UK Top 100 Albums UK Top 100 Albums | 3 44    |
| 1983 1984 | The Billboard 200 The Billboard 200 | 4 11    |

Single
| Rok  | Single                                   | Lista                     | Pozycja |
| ---- | ---------------------------------------- | ------------------------- | ------- |
| 1983 | "Undercover of the Night"                | The Billboard Hot 100     | 9       |
| 1983 | "Undercover of the Night"                | Mainstream Rock Tracks    | 2       |
| 1983 | "Undercover of the Night"                | Hot Dance Music/Club Play | 9       |
| 1983 | "Undercover of the Night"                | UK Top 100 Singles        | 11      |
| 1983 | "Too Tough"                              | Mainstream Rock Tracks    | 14      |
| 1984 | "Too Much Blood"                         | Mainstream Rock Tracks    | 38      |
| 1984 | "She Was Hot"                            | Mainstream Rock Tracks    | 4       |
| 1984 | "She Was Hot"                            | The Billboard Hot 100     | 44      |
| 1984 | "She Was Hot"                            | UK Top 100 Singles        | 42      |
| 1984 | "Think I'm Going Mad" She Was Hot b-side | Mainstream Rock Tracks    | 50      |
| 1985 | "Too Much Blood"                         | Hot Dance Music/Club Play | 44      |